# SoulCalibur VI
SoulCalibur VI é um jogo de luta 3D desenvolvido pela Projeto Soul e publicado pela Bandai Namco Entertainment. Ele foi lançado na Microsoft Windows, PlayStation 4 e Xbox One em 19 de outubro de 2018. De acordo com o produtor Motohiro Okubo, o jogo é uma comemoração do 20º aniversário da franquia.

## Jogabilidade
Seguindo a tradição das versões anteriores, a jogabilidade de SoulCalibur VI envolve dois combatentes empunhando armas lutando entre si em um plano 3D. O jogo apresenta um novo mecanismo conhecido como Reversal Edge, que permite que os jogadores se defendam contra um ataque que se aproxima e rapidamente rebatem, ao lado de um efeito de câmera lenta. O mecânico segue a tendência bastante recente dos jogos de luta, introduzindo mais opções na defesa dos jogadores.
Os recursos ausentes na parcela anterior (a entrada spin-off do FP2 SoulCalibur: Lost Swords) também retornarão. Estes incluem arenas com toques, modo versus (contra outro jogador ou CPU), e modos multiplayer online.

## Desenvolvimento
SoulCalibur VI foi anunciado durante The Game Awards 2017 pela Bandai Namco Entertainment. O jogo será lançado para o PlayStation 4, Xbox One e PC. O desenvolvimento do jogo começou há três anos. De acordo com a Bandai Namco, o jogo será mais focado nos elementos na história. Como o jogo de luta anterior da Bandai Namco, Tekken 7, o SoulCalibur VI será executado no Unreal Engine 4 com o produtor do jogo sendo Motohiro Okubo. De acordo com Okubo, no codinome do título era "Luxor", devido às intenções do time em fazer o jogo parecer mais brilhante como no primeiro SoulCalibur. Mecânicas adicionais ajudarão a educar os jogadores na curva de aprendizado do jogo, como o Reversal Edge mencionado anteriormente. 